# Robot Chicken: Star Wars Episode II
Robot Chicken: Star Wars Episode II es un especial de la serie Robot Chicken. Se trata de la secuela de Robot Chicken: Star Wars (2007). Se estrenó el 16 de noviembre del 2008. El éxito de este especial dio origen a una última secuela, Robot Chicken: Star Wars Episode III (2010).

## Lista de Sketches

### Boba's Back
Tras la destrucción de la Estrella de la Muerte II, los Ewoks celebran, pero la alegría no dura mucho, porque Boba Fett (quien escapó del Sarlacc), llega a Endor y los mata a todos, excepto a la princesa Leia Organa.

### Robot ChickenStar WarsOpening
El intro de Robot Chicken, se fusiona con Star Wars: Episode III - Revenge of the Sith y Star Wars: Episode VI - Return of the Jedi.

### Palpatine's Haircut
El Emperador Palpatine va a donde Alfonso para que le corte el pelo, mientras le habla sobre Darth Vader.

### Genosian Separatist Hot Pod Summer Championship
Un anunciante empieza a promocionar el Campeonato Caliente Separatista de Geonosis.

### Luke's Lack of Perspective
La princesa Leia Organa consuela a su hermano Luke Skywalker por la reciente pérdida de Obi-Wan Kenobi.

### Take Your Daughter to Work Day
Gary, un soldado imperial, lleva a su hija Jessica a su trabajo, pero tras meterse en líos en la nave de los Rebeldes y en Tatooine, Jessica llora y se va, por lo cual Gary comienza a perseguirla para no perderla.

### Dr. Ball, M.D.
El Dr. Ball M.D., el famoso droide médico del universo, atiende a Darth Vader.

### It's a No, Guys
El almirante Ackbar va a la cantina de Mos Eisley para probar los nuevos palitos de pescado.

### He Said Stun
Leia Organa mata a un soldado imperial en Ciudad Nube, otro soldado la persigue, y otro soldado llora por la pérdida del primer soldado.

### Mouse Droid
Un Ratón-Droide, pilotado por un Piloto Ratón, se asusta cuando ve a Chewbacca, Luke Skywalker, y Han Solo; en los pasillos de la Estrella de la Muerte.

### Anakin's Happy Place
El Emperador Palpatine le ordena a Anakin Skywalker matar a los aprendices Jedi, pero para no sufrir, Anakin piensa que los aprendices son girasoles, por lo cual "corta" algunos y le lleva un ramo a Padmé, y al ver los cadáveres, ella grita.

### AT-AT Drag Race
Dos AT-AT hacen una carrera en Hoth. Uno de ellos se destruye, por lo cual Darth Vader le pregunta al AT-AT ganador que pasó con el otro, por lo cual el ganador tapa el holograma de Vader con un vaso de plástico y lo celebra.

### Krayt Dragon's Destiny
Krayt Dragon decide explorar el mundo, a pesar de las advertencias de su madre. Trata de viajar a Hoth, Endor y Mustafar, pero muere en Tatooine y C-3PO observa su esqueleto.

### Little Mean Pepper Shaker
El Emperador Palpatine le ordena a Darth Vader contratar cazarrecompensas para atrapar a los rebeldes.

### Jar-Jarfor Gecko Insurance
Sally Johnson conversa con Jar Jar Binks para que acepte la oferta de trabajo de una compañía de seguros.

### Rally the Bounty Hunters
Darth Vader contrata a Boba Fett, y a muchos más cazarrecompensas para que lo ayuden a capturar a los rebeldes.

### Slave I
Lando Calrissian y Boba Fett hablan sobre vehículos.

### Dinner WithVader
Darth Vader, obliga a Boba Fett, Han Solo, Leia Organa, y a Chewbacca a almorzar con él en Ciudad Nube.

### Bob Goldstein
Bob Goldstein ayuda a mucha gente a demandar a los Jedi que les hayan cortado alguna parte con el sable de luz, entre los cuales están Ponda Baba, Wampa, y Darth Maul.

### Last Chance,Chewie
Chewbacca se desnuda delante de Han Solo.

### This Deal's Getting Worse All The Time
Darth Vader obliga a Lando Calrissian a llevar un vestido, montar un monociclo, y a ponerse zapatos de payaso; ya que cambió el trato.

### FatherandSonDance-Off
Darth Vader le pide a Luke Skywalker que gobiernen la galaxia juntos como padre e hijo, por lo cual Luke piensa sobre todo lo que podrían hacer juntos, pero al dirigirse hacia él, cae al vacío.

### Crap City
Un esposo y una esposa disfrutan de su nuevo apartamento en Ciudad Nube, pero por culpa de Luke, dicen que Ciudad Nube debería llamarse "Ciudad Mi*rda".

### Try the Calamari
El Almirante Ackbar pide calamar en un restaurante.

### Going Out Like a Punk
Tras ser devorado por el Sarlacc, Boba Fett empieza a contarle a Dengar todo sobre él, para salvar su apariencia.

### Palpatine's Trip
El Emperador Palpatine viaja hacia la Estrella de la Muerte II, pero al final, Darth Vader lo arroja a un reactor, haciéndolo caer hacia su muerte.

### The Rebels Won
Los rebeldes vencen por fin al Imperio Galáctico.

## Reparto de Voces
- Carrie Fisher - Princesa Leia Organa, Mamá de Krayt, Mon Mothma
- Seth Green - Nerd, Anunciador, Obi-Wan Kenobi, Miembro de la Banda de la Cantina Mos Eisley, Darth Vader/Anakin Skywalker, Soldado Imperial, Bossk, Bob Goldstein, Ponda Baba, Esposo, Esposa, Weequay Guardia del Esquife
- Breckin Meyer - Boba Fett, Almirante Ackbar, Wampa, Oficial Imperial
- Donald Faison - Soldado Imperial Nerd, Gary, Darth Maul
- Seth MacFarlane - Emperador Palpatine, Dr. Ball M.D., Figrin D'an
- Hugh Davidson - Alfonso, Soldado Imperial, Soldado Rebelde
- Bob Bergen - Luke Skywalker, Anunciador
- Abraham Benrubi - Darth Vader
- Ahmed Best - Soldado Imperial Jack S@#t, Jar Jar Binks
- Rachael Leigh Cook - Esposa de Gary, Sally Johnson
- Adrianne Palicki - Jessica, Padmé Amidala
- Billy Dee Williams - Hombre, Lando Calrissian
- Andy Ritcher - Soldado Imperial, Krayt Dragon
- Dan Milano - Youngling, Gareth
- Zeb Wells - Hug Youngling, Dengar, Oficial Imperial
- Keith Ferguson - General Maximilian Veers, Han Solo
- Conan O'Brien - Zuckuss
- Amy Smart - Princesa Leia Organa

## Trivialidades
- El segmento "Boba's Back!" cruza Star Wars: Episode VI - Return of the Jedi, Evil Dead, Spaceballs, y Die Hard.
- El intro "Robot Chicken Star Wars Opening" es un cruce entre Robot Chicken, Star Wars: Episode III - Revenge of the Sith, y Star Wars: Episode VI - Return of the Jedi.
- El segmento "Genosian Separatist Hot Pod Summer Championship!" es un cruce entre Star Wars: Episode II - Attack of the Clones y los anuncios de camiones monstruo.
- El segmento "Luke's Lack of Perspective" es una parodia de Star Wars: Episode IV - A New Hope.
- El segmento "Take Your Daughter to Work Day" es una parodia de Star Wars: Episode IV - A New Hope. Cabe destacar que el Grito Wilhelm se escucha.
- El segmento "Dr. Ball, M.D." es un cruce entre Star Wars: Episode IV - A New Hope, Star Wars: Episode V - The Empire Strikes Back, Star Wars: Episode VI - Return of the Jedi, y Star Trek.
- El segmento "Mouse Droid" es una parodia a una escena de Star Wars: Episode IV - A New Hope.
- El segmento "Anakin's Happy Place" es un cruce entre Star Wars: Episode II - Attack of the Clones y Star Wars: Episode III - Revenge of the Sith.
- El segmento "AT-AT Drag Race" es una parodia de las escenas en Hoth en Star Wars: Episode V - The Empire Strikes Back.
- El segmento "Krayt Dragon's Destiny", es una parodia de una escena de Star Wars: Episode IV - A New Hope.
- El segmento "Little Mean Pepper Shaker", es una parodia de Star Wars: Episode V - The Empire Strikes Back.
- El segmento "Jar-Jar for Gecko Insurance" parodia a la famosa compañía de carros Geico.
- El segmento "Rally the Bounty Hunters", es una parodia de Star Wars: Episode V - The Empire Strikes Back.
- El segmento "Slave I", es una parodia de Star Wars: Episode V - The Empire Strikes Back.
- El segmento "Dinner With Vader" parodia a Star Wars: Episode V - The Empire Strikes Back. Curiosamente, este segmento fue extraído del episodio "Moesha Poppins".
- El segmento "Last Chance, Chewie", parodia el final de Star Wars: Episode V - The Empire Strikes Back.
- El segmento "This Deal's Getting Worse All The Time", es una parodia de Star Wars: Episode V - The Empire Strikes Back.
- El segmento "Father and Son Dance-Off", parodia a Star Wars: Episode V - The Empire Strikes Back.
- El segmento "Crap City", es una parodia a Star Wars: Episode V - The Empire Strikes Back.
- El segmento "Going Out Like a Punk", es una parodia a Star Wars: Episode VI - Return of the Jedi.
- El segmento "Palpatine's Trip", cruza Star Wars: Episode VI - Return of the Jedi y Raiders of the Lost Ark. Cabe destacar que la escena final, fue extraída del segmento "Death Star Yo Momma", del especial anterior, "Robot Chicken: Star Wars".
- El segmento "The Rebels Won", parodia a Star Wars: Episode VI - Return of the Jedi.

## Secuela
El éxito de este especial, dio origen a otro, llamado "Robot Chicken: Star Wars Episode III".